# Aloe vacillans
Aloe vacillans es una especie de planta suculenta de la familia de los aloes. Es originaria de la península arábiga donde se encuentra en Arabia Saudita y Yemen.

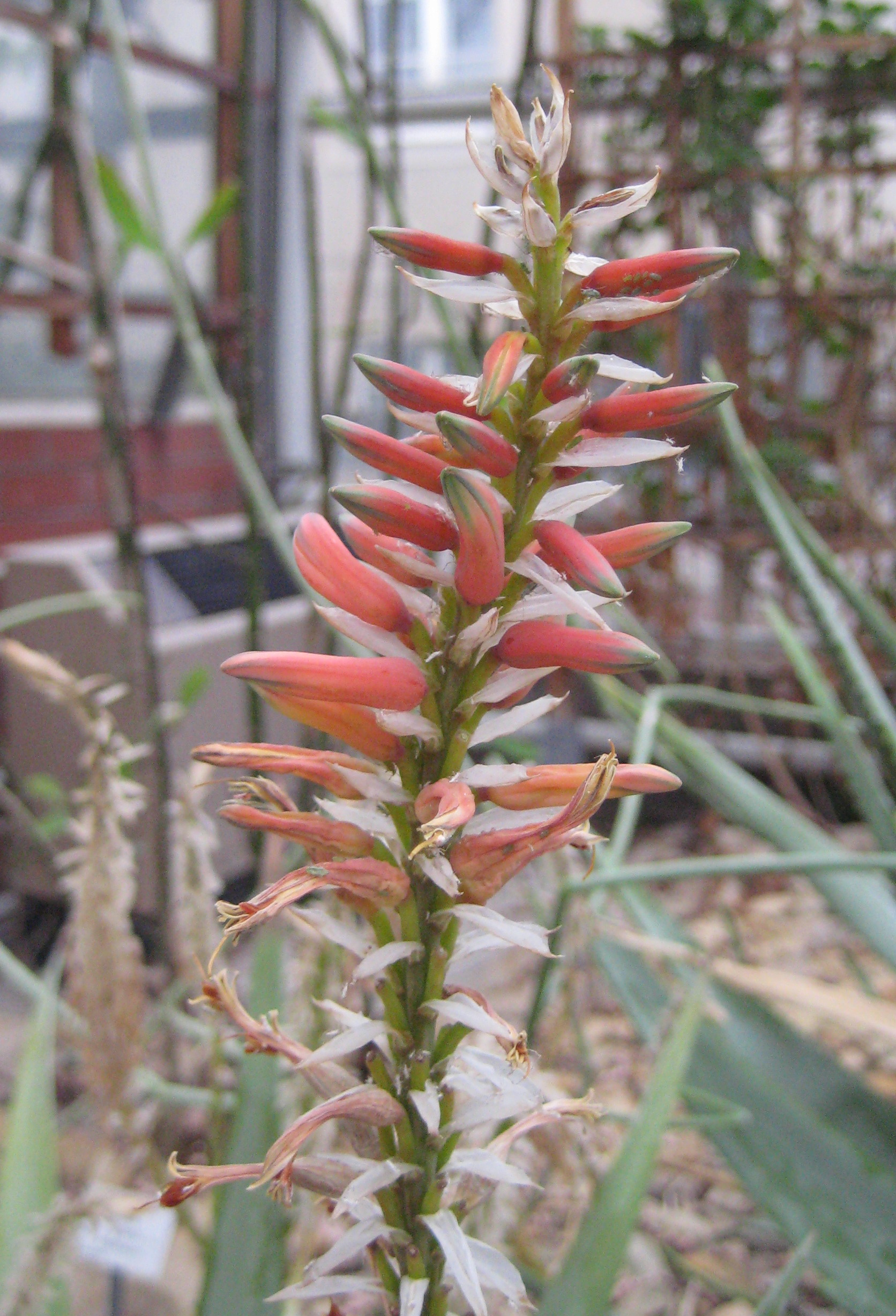
Inflorescencia

## Descripción
Aloe vacillans crece sin tallo o uno corto, es fácil. Los tallos tienen posición vertical o postrados alcanzando una longitud de hasta 50 centímetros. Los 15-20 hojas son estrechas en forma de espada formando rosetas . La lámina es glauca de aproximadamente 30 a 60 centímetros de largo y 7-13 centímetros de ancho. En la cara inferior de las hojas tiene unas pocas  espinas que están ocasionalmente presentes cerca de la punta. La superficie de la hoja es áspera. Los dientes son de color marrón o marrón rojizo en el margen de la hoja de 2-3 mm de largo y están de 6 a 10 mm de distancia. La inflorescencia es simple o compuesta de hasta cinco ramas. Alcanza una longitud de 1-2 metros.  Las flores rojas o amarillas son de unos 30 mm de largo y redondeadas en su base. 

## Taxonomía
Aloe vacillans fue descrita por Peter Forsskål y publicado en Flora Aegyptiaco-Arabica 74, en el año 1775. 
Etimología
Ver: Aloe
vacillans: epíteto latino 
Sinonimia
- Aloe audhalica Lavranos & Hardy
- Aloe dhalensis Lavranos[3]